# مخيم الفوار
 الفوار مخيم للاجئين الفلسطينيين، أقيم على أراضي بلدة دورا عندما هجر سكانه من قرى فلسطين المحتلة عام 1948م. سمي بهذا الاسم نسبة إلى عين الفوار التابعة لبلدة دورا. يحد مخيم الفوار من الشرق قرية الريحية ويطا ومن الشمال أراضي مدينة الخليل ومستوطنة بيت حجاي ومن الجنوب الحدب بينما يحدها من الغرب دورا.

## السكان
تعود أُصول سكان المخيم لقضاء غزة وقضاء الخليل وبئر السبع وهم من 47 قرية؛ ينحدر أكثر من 50% من السكان المخيم من قرى بيت جبرين، عراق المنشية، الفالوجة، عجور وصميل؛ فيما ينحدر بقية سكان المخيم من ذكرين، تل الصافي، كدنة، دير الدبان، القبيبة، تل الترمس، قسطينة، الدوايمة، عاقر وغيرها.
قُدر عدد سكان المخيم في العام 2021 بحوالي 8,404 نسمة.

## الموقع الجغرافي
يقع مخيم الفوار إلى الجنوب من مدينة الخليل ويبعد عنها 8 كم. ويقع على خط إحداثي محلي شمالي 98.73 م وخط إحداثي محلي شرقي 155.95 م.

## المساحة
بلغت مساحة المنطقة المبنية فيها 285 دونم وذلك حسب إحصائيات الجهاز المركزي للإحصاء الفلسطيني عام 1997 م، وبلغت مساحة المخيم الكلية 870 دونم وذلك حسب إحصائيات مديرية زراعة دورا.

## المناخ
يرتفع مخيم الفوار عن سطح البحر 730 م ويسوده المناخ الماطر المعتدل شتاءً، وحار جاف صيفاً، ويبلغ معدل الأمطار الهاطلة على المخيم 300 ملم سنوياً ويبلغ معدل درجات الحرارة ما بين 5 درجات شتاء و35 درجة مئوية صيفاً.

## الوضع الاقتصادي
يضم قطاع الموظفين 81% من الايدي العاملة بالمخيم فيما يعمل بالتجارة 5% وسوق العمل في إسرائيل.

## المدارس
يوجد في مخيم الفوار 4 مدارس، مدرسة واحده حكومية فقط وثلاث مدارس أخرى  يخضعون للأنروا، وتضم هذه المدارس حوالي 61 صف.

## القطاع الزراعي
يعمل في القطاع الزراعي 4% من مجمل سكان المخيم وفي المخيم حوالي 300 دونم صالحه للزراعة.

## الواقع الثقافي والانشطة
يوجد في مخيم الفوار أربعة مساجد وهي: مسجد أبو بكر، مسجد معاذ ابن جبل، مسجد الصحابة ومسجد الفوار الكبير.
1. 1 2   https://www.btselem.org/sites/default/files/settlements_map_arb.pdf نسخة محفوظة 2020-09-04 على موقع واي باك مشين.
2. 1 2   "مخيم الفوار للاجئين". مؤرشف من الأصل في 2021-01-17. اطلع عليه بتاريخ 2021-12-02.
3. ↑   "مخيم الفوار". مؤرشف من الأصل في 2021-12-03. اطلع عليه بتاريخ 2021-12-02.
4. ↑   "مخيم الفوّار - دائرة شؤون اللاجئين". مؤرشف من الأصل في 2021-12-03. اطلع عليه بتاريخ 2021-12-02.
5. ↑   "عدد السكان المقدر في منتصف العام لمحافظة الخليل حسب التجمع 2017-2021". مؤرشف من الأصل في 2021-08-13. اطلع عليه بتاريخ 2021-12-02.